# 지리학 (프톨레마이오스)

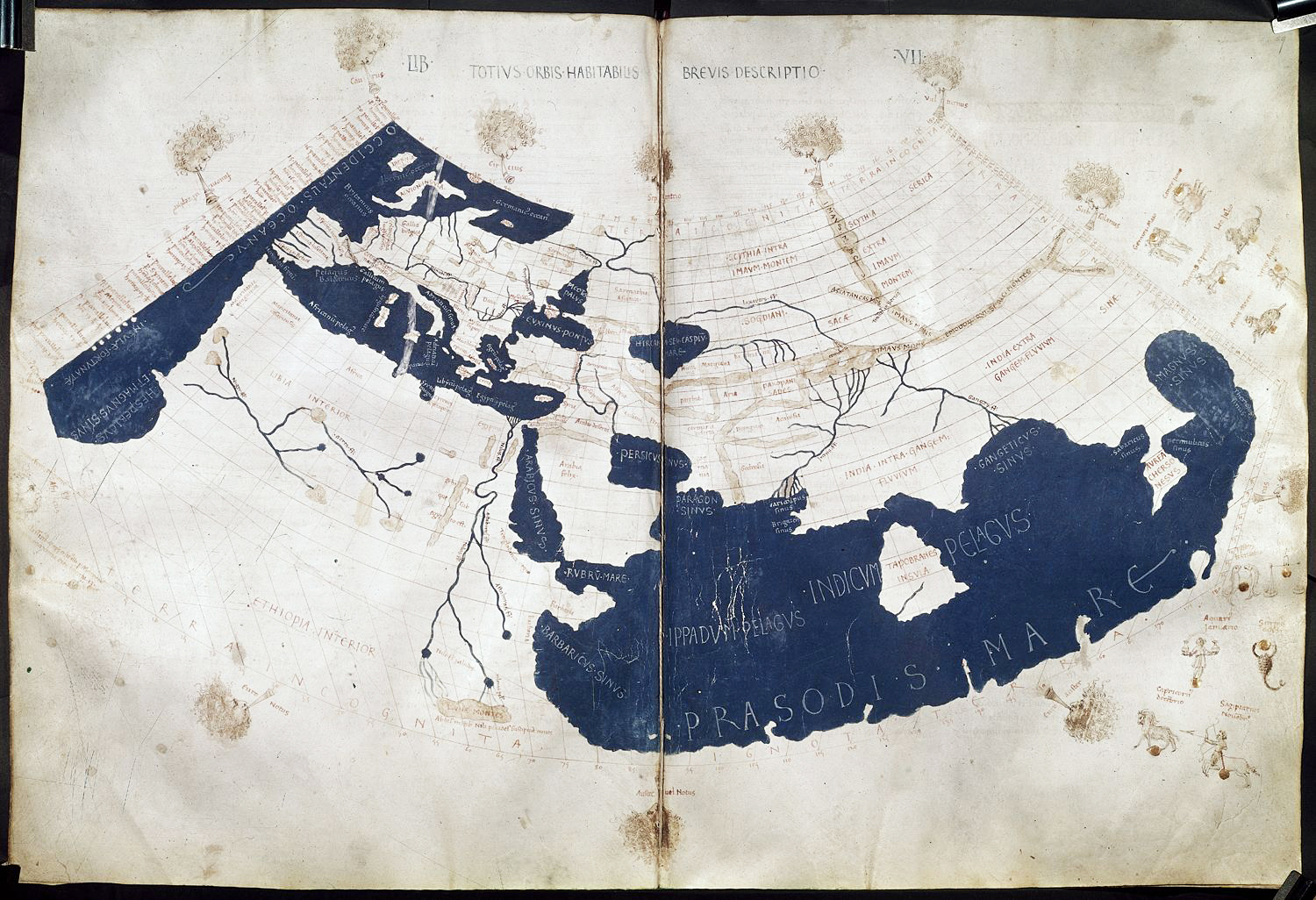
프톨레마이오스의 세계지도.

『지리학 지침』(그리스어: Γεωγραφικὴ Ὑφήγησις)은 기원후 150년경 알렉산드리아의 클라우디오스 프톨레마이오스가 편찬한 지명집, 지도첩, 지도학논고집을 집대성한 저서다. 지금은 소실된 티로스의 마리노스의 지도첩을 로마와 페르시아의 지명집을 참고해 보충해 편찬한 것이다. 9세기에 아랍어로 번역되었고, 1406년 라틴어로 번역되어 중세 및 문예부흥기 서양의 지리학-지도학 관념에 큰 영향을 미쳤다.

## 같이 보기
- 알마게스트
- 비블리오테카 히스토리카
- 디오도로스 시켈로스
- 스트라본